# Znanost u 1912.
◄◄ | ◄ | 1909. | 1910. | 1911. | 1912.  | 1913. | 1914. | 1915. | ► | ►►
Arhitektura • Astronomija • Biologija • Film • Fotografija • Glazba • Kazalište • Kemija • Kiparstvo • Knjige • Književnost • Kršćanstvo • Meteorologija • Medicina • Planinarstvo • Politika • Pravo • Promet • Slikarstvo • Strip • Šport • Televizija • Znanost • Zrakoplovstvo • Željeznički promet
Znanost u 1912.

## Hrvatska i u Hrvata

### Rođenja
- 21. kolovoza − Viktor Hahn (Budimpešta), hrvatski teorijski fizičar († Zagreb, 1970.)

## Vanjske poveznice
|  | Zajednički poslužitelj ima još gradiva o temi Znanost u 1912. |